# Gino Albero
Gino Albero (Busto Arsizio, 3 febbraio 1913 – ...) è stato un calciatore italiano, di ruolo ala.

## Carriera
Ha giocato cinque stagioni con la maglia Lilla del Legnano, di cui le prime tre in Serie B, dall'esordio avvenuto il 9 ottobre 1932 nella partita Legnano-Cremonese (1-1) fino al termine della stagione 1934-1935, giocando in tutto 49 partite e realizzando 5 reti. Ha disputato anche due stagioni in Serie C dal 1936 al 1938, sempre con il Legnano, con 28 presenze e 5 reti realizzate.

## Statistiche

### Presenze e reti nei club
| Stagione        | Squadra         | Campionato      | Campionato | Campionato | Totale   | Totale |
| Stagione        | Squadra         | Campionato      | Presenze   | Reti       | Presenze | Reti   |
| --------------- | --------------- | --------------- | ---------- | ---------- | -------- | ------ |
| 1932-1933       | Legnano         | B               | 4          | 1          | 4        | 1      |
| 1933-1934       | Legnano         | B               | 21         | 1          | 21       | 1      |
| 1934-1935       | Legnano         | B               | 24         | 3          | 24       | 3      |
| Totale Legnano  | Totale Legnano  | Totale Legnano  | 49         | 5          | 49       | 5      |
| 1936-1937       | Legnano         | C               | 19         | 4          | 19       | 4      |
| 1937-1938       | Legnano         | C               | 9          | 1          | 9        | 1      |
| Totale Legnano  | Totale Legnano  | Totale Legnano  | 28         | 5          | 28       | 5      |
| Totale carriera | Totale carriera | Totale carriera | 77         | 10         | 77       | 10     |